# Ašanti
Ašanti (ili Asante) su jedna od najvećih etničkih grupa u Africi. Ašanti govore jednim od dijalekata jezika Akan. Prije europske kolonizacije, Ašanti Konfederacija bila je jedna od vodećih država u Africi, pogotovo u razdoblju od 1570. to 1900. godine. Ašanti su svoj moć temeljili na zalihama zlata na području pod svojom kontrolom.

## Trgovina robljem
Drugi važan izvor moći Ašantija, koji je došao do izražaja pod vladavinom poglavara zvanih "Asantehene" bilo je sudjelovanje u afričkoj trgovini robljem. Ašanti su često zarobljavali pripadnike susjednih plemena, te ih prodavali europskim trgovcima robljem. Ta je trgovina postupno odumirala od početka do sredine 19. stoljeća, a pogotovo nakon britanske formalne zabrane ropstva, tako da je Ašanti konfederacija formalno zabranila trgovinu robljem 1850-ih.

## Otpor Europljanima
Ašanti su bili jedna od rijetkih afričkih država koja je bila u stanju ozbiljno se oduprijeti europskim osvajačima. Velika Britanija je vodila četiri rata protiv Ašanti kraljeva od 1826. do 1896. (tzv. Ašanti ratovi), od kojih se jedan ističe po tome što je u njemu po prvi put upotrebljena poznata strojnica tipa Maxim. Godine 1900. Britanci su konačno pokorili kraljevstvo i preimenovali ga u koloniju Zlatna Obala. Jedna od najomiljenijih osoba Ašanti povijesti je Yaa Asantewaa (c1840-1921), vođa otpora protiv britanskog kolonijalizma.
Teritorija bivšeg Ašanti Kraljevstva je sada dio nezavisne države Gane. Nasljednik Ašanti prijestolja se nastavlja štovati kao nominalni kralj od strane pripadnika Ašanti naroda.